# جون د. كو
جون د. كو (بالإنجليزية: John D. Coe)‏ هو سياسي أمريكي، ولد في 26 مايو 1755، وتوفي في 3 مايو 1824. انتخب عضو جمعية ولاية نيويورك وانتخب عضو مجلس ولاية نيويورك.